# 226
226 (CCXXVI na numeração romana) foi um ano comum do século III do Calendário Juliano, da Era de Cristo. a sua letra dominical foi A (52 semanas), teve início a um domingo e terminou também a um domingo.
| Ano completo                    |
| ------------------------------- |
| Ano comum com início ao domingo |